# Callirhipis robusta
Callirhipis robusta is een keversoort uit de familie Callirhipidae. De wetenschappelijke naam van de soort werd in 1877 gepubliceerd door Charles Owen Waterhouse. De soort komt van nature voor in Laos en Thailand, en is geïntroduceerd in Hawaï.